# 齐乃宽
齐乃宽（1925年7月—2007年5月5日），男，天津人，中国法学家，曾任上海社会科学院法学研究所所长、研究员、《政治与法律》杂志主编，上海市法学会副会长，中国法学会常务理事。